# Ben Carson
Benjamin Solomon «Ben» Carson, Sr. (Detroit, Míchigan, 18 de septiembre de 1951) es un médico neurocirujano pediatra retirado, escritor y político estadounidense. Fue precandidato presidencial republicano en 2016 y Secretario de Vivienda y Desarrollo Urbano desde el 2 de marzo de 2017 hasta el 20 de enero de 2021, siendo el primer afroamericano en formar parte de la presidencia de Donald Trump. 
En 2008, fue galardonado con la Medalla Presidencial de la Libertad por el presidente George W. Bush.
Es conocido por realizar operaciones de muy alto riesgo, como la separación de los gemelos siameses alemanes Patrick y Benjamin Binder en 1987, con un equipo de 70 personas, tras un período de 22 horas.
Después de pronunciar un discurso ampliamente difundido en el 2013 durante el Desayuno Nacional de Oración de ese año, se convirtió en una figura conservadora popular entre algunos sectores de la comunidad política por sus opiniones sobre temas sociales y políticos, y se presentó como precandidato presidencial por el Partido Republicano.
El 5 de diciembre de 2016, el entonces presidente electo Donald Trump, lo nominó como Secretario de Vivienda y Desarrollo Urbano, recibiendo el consentimiento del Senado de los Estados Unidos, con 58 votos a favor y 41 en contra. El 2 de marzo de 2017, Carson recibió el consentimiento después de que fuera aprobado por unanimidad por el Comité de Bancos, Vivienda y Asuntos Urbanos, siendo uno de los aspirantes de Trump que menos dificultades ha enfrentado en su confirmación pese al retraso de sus audiencias.
Su fortuna es de 26 millones de dólares en 2016.

## Biografía
Sus padres procedían de las familias numerosas en zonas rurales de Georgia, y que vivían en zonas rurales de Tennessee cuando se conocieron y se casaron. Benjamin Solomon Carson, nació en Detroit, Míchigan, Estados Unidos. Su madre, Sonya Carson, abandonó la escuela en tercer grado. Cuando ella tenía sólo trece años se casó con Robert Solomon Carson, un ministro bautista procedente de Tennessee. Los padres de Ben se divorciaron cuando él tenía ocho años, debido a que su madre descubrió que el padre de Ben tenía otra familia con otros hijos. Tras lo sucedido con el padre de Benjamin, la señora Carson asumió la responsabilidad de sostener a Benjamin y su hermano mayor, Curtis Carson. Ella trabajó en dos (a veces tres) puestos de trabajo a la vez para poder mantener a sus hijos.

### Educación
Carson manifestó tempranamente dificultades en su educación primaria, hasta ser visto como el peor alumno de su clase, convirtiéndose en sujeto de insultos por parte de sus compañeros y desarrollando, posteriormente, un temperamento agresivo e incontrolable. Decidida a cambiar la vida de su hijo, la Sra. Carson limitó el tiempo que Ben pasaba frente a la televisión y se negó a dejarlo salir a jugar hasta que hubiese terminado su tarea cada día. Le exigió leer dos libros cada semana y darle informes escritos sobre ellos, a pesar de su propia falta de educación. Pronto Ben sorprendió a sus compañeros y profesores con sus nuevos conocimientos. "Fue en ese momento que me di cuenta que no era estúpido", recordó más tarde.
Un año más tarde, Ben Carson era el mejor alumno de su clase.
Después de determinar que quería ser un psiquiatra, Carson se graduó con honores de la escuela secundaria y asistió a la Universidad de Yale, donde obtuvo una licenciatura en Psicología.
A continuación, estudió en la Facultad de Medicina de la Universidad de Míchigan, donde su interés se desplazó hacia la neurocirugía. Su excelente coordinación mano-ojo y sus habilidades de razonamiento lo convirtieron en un sobresaliente cirujano. Después de la escuela de medicina se convirtió en el primer afroamericano residente de neurocirugía en el Hospital Johns Hopkins en Baltimore. A la edad de 32 años, se convirtió en jefe de residentes de neurocirugía del hospital.

### Carrera médica

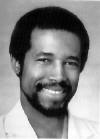
Ben Carson.

En 1983, Carson fue invitado junto a su esposa a Perth, Australia, donde se convirtió en Jefe Residente de Neurocirugía del Sir Charles Gairdner Hospital, uno de los principales centros de cirugía cerebral del país oceánico. Carson obtuvo gran experiencia en poco tiempo debido a la escasez de especialistas de su clase.
En 1984, Carson regresó a Estados Unidos, y al Hospital Johns Hopkins, donde a los 33 años fue nombrado como Director del Departamento de Neurocirugía Pediátrica, siendo el médico más joven en ocupar la posición que aún desempeña actualmente. Ben Carson llegaba a ser conocido por acceder a tratar casos desesperados o de alto riesgo y por combinar sus propias habilidades quirúrgicas y el conocimiento del funcionamiento del cerebro, con innovadoras tecnologías. Entre ellas se cuentan el primer procedimiento intra-uterino para aliviar la presión sobre el cerebro en una hidrocefalia fetal, convirtiéndose en el primer médico en operar a un feto dentro del útero. Además, Carson realizó en 1985 un peligroso procedimiento quirúrgico, la hemisferectomía, que consiste en extraer la mitad del cerebro. Desde entonces, la operación ha ayudado a muchos pacientes llevar una vida sana y normal. A finales de los años 1980, Carson se hizo conocido como un experto en uno de los tipos de cirugía más difíciles: la separación de gemelos siameses.
Anualmente, Ben Carson realiza alrededor de cuatrocientas intervenciones quirúrgicas, la mayoría de ellas de alto riesgo. Las siguientes son algunas de las más destacadas de su carrera:
- En septiembre de 1987, Carson hizo historia siendo el cirujano principal del equipo de setenta personas que realizó exitosamente, tras 22 horas, el complejo procedimiento de separar a los gemelos siameses alemanes Patrick y Benjamin Binder, de siete meses de edad, que estaban unidos por la parte posterior de la cabeza. Las operaciones de este tipo siempre habían fracasado, resultando en la muerte de uno o ambos bebés. Sin embargo, los hermanos Binder sobrevivieron (aunque sufrieron importantes daños cerebrales; a los dos años de la operación, uno quedó en estado vegetativo).[3][5]
- En 1997, Carson y su equipo fueron a Sudáfrica para separar a los bebés varones zambianos Luka y José Banda. Ambos niños sobrevivieron, y ninguno sufrió daño cerebral. Los hermanos Banda fueron el primer conjunto de gemelos unidos por la parte superior de la cabeza separados quirúrgicamente con éxito en la historia. La operación duró 28 horas.[5]
- En 2003, Carson fue un miembro del equipo quirúrgico que trabajó para separar a las hermanas siamesas iraníes Ladan y Laleh Bijani, de 29 años. Debido a severas pérdidas de sangre, ambas fallecieron durante la cirugía. Este fue el primer intento de separación de siameses adultos craneópagos (unidos por la cabeza) en la historia.

### Carrera política

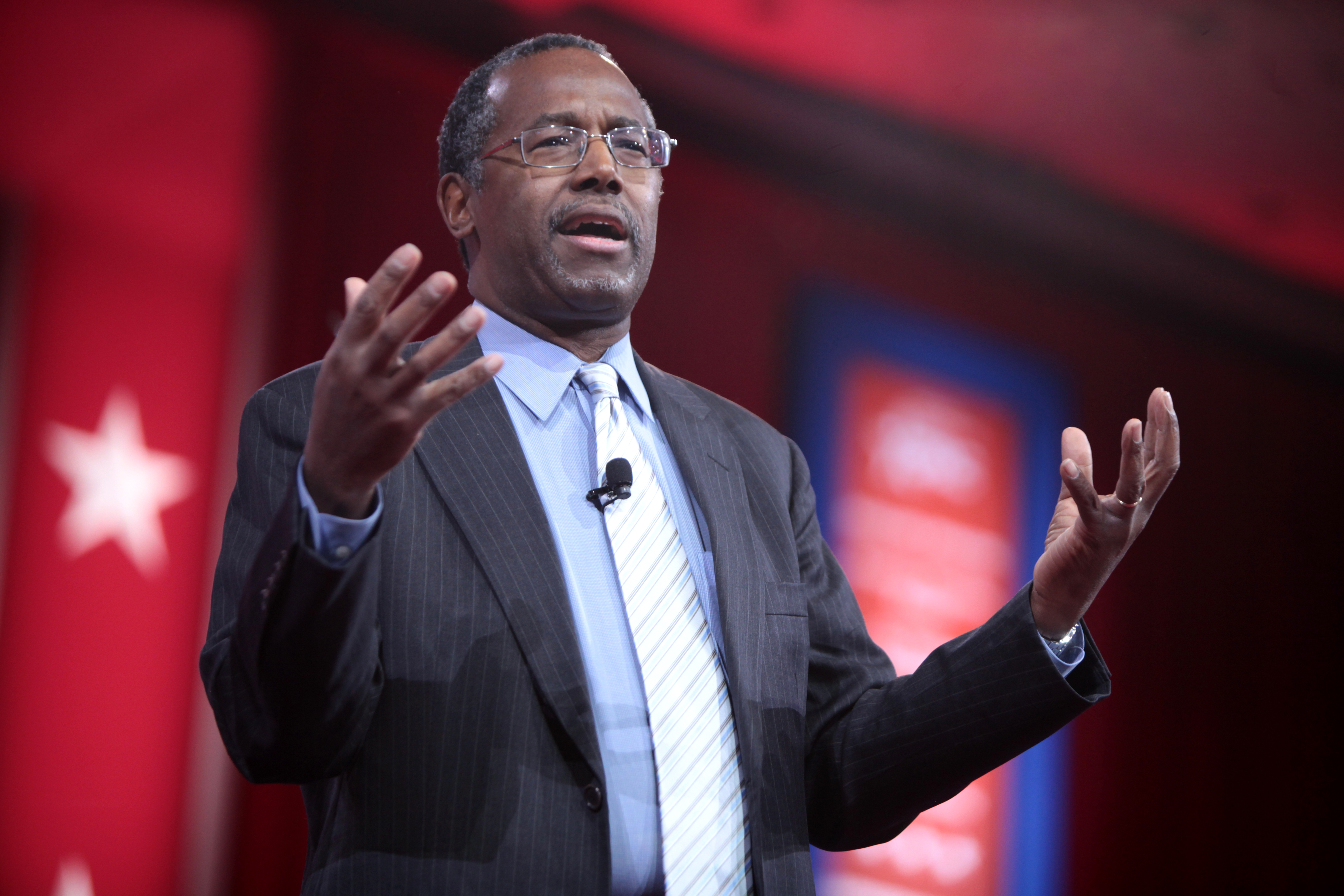
Carson en campaña política, febrero de 2015.

Tras varios rumores y suposiciones, Carson anunció su postulación presidencial el 4 de mayo de 2015 en Detroit. A finales de marzo de 2015, Carson tenía su primera victoria en una encuesta nacional para el campo republicano de 2016, cuando Fox News lanzó una encuesta mostrándole empatado en el primer lugar con el exgobernador de Florida Jeb Bush, con el 13% cada uno. Otra encuesta posterior a su anuncio en mayo, señala a Carson con el 25% a la cabeza en un sondeo hecho por la Southern Republican Leadership Conference.
A principios de julio, el director de comunicaciones Doug Watts informó que la campaña de Ben Carson había recaudado $ 8.3 millones durante el segundo trimestre de 2015, a través de 210.000 donaciones de 151.000 donantes. Más tarde, ese mismo mes, Des Moines Register informó que Carson tenía recaudado más dinero en el estado de Iowa que cualquier otro candidato republicano, y en el campo general de las elecciones presidenciales, solamente la demócrata Hillary Clinton recauda más en Iowa que Carson.
En el primer debate presidencial del año, 10 precandidatos republicanos se presentaron ante Fox News en agosto. Competía contra varios republicanos y según varias encuestas el médico sobrepasó al magnate Donald Trump en Iowa, quien arrasaba en la gran mayoría de las encuestas, con lo que finalmente, la superioridad de Trump en las elecciones internas hizo que Carson suspendiera definitivamente su carrera a la presidencia el 2 de marzo de 2016.

### Vida personal
Ben Carson contrajo matrimonio con Lacena "Candy" Rustin, a quien conoció en Yale en 1975. Candy posee un grado MBA y es una experta en música. Ambos son miembros de la Iglesia Adventista del Séptimo Día. Tienen tres hijos: Murray, Benjamin Jr., y Rhoeyce. En junio de 2002 se le detectó una forma agresiva de cáncer de próstata, pero afortunadamente fue descubierto y extraído a tiempo. Sin embargo, debido a su encuentro con la muerte, Carson realizó algunos cambios en su estilo de vida, consagrando más tiempo a su familia y a la ópera.

### Opiniones
Social y filosóficamente muy conservador, duda del evolucionismo, se pone abiertamente del lado de las teorías creacionistas, apoya la prohibición casi total del aborto y se opone a la homosexualidad, que equipara a la "bestialidad". Ha calificado la reforma sanitaria del presidente Obama (conocida como "Obamacare") como "el peor mal desde la esclavitud".
En 1998, consideró, con referencia a la Biblia, que las pirámides de Egipto no se construyeron para albergar a los faraones fallecidos, sino que José (del Antiguo Testamento) las construyó para almacenar grano.
En 2014, Carson escribió al presidente Barack Obama: «... debemos quitar la atención de la salud desde el ámbito político y reconocer que las propuestas de gobierno que afectan a la salud de todos los ciudadanos deben ser de libre mercado y deben ser tan atractivas que no sería necesario forzar a los ciudadanos en el programa». Carson afirma no apoyar el aborto, pero apoya el uso de tejidos de abortos para la investigación médica y él mismo es autor de al menos una investigación médica utilizando dichos tejidos. En una entrevista el 23 de agosto de 2015 con CNN, Ben Carson al buscar la nominación del Partido Republicano, también propuso el uso de drones para evitar a los inmigrantes indocumentados.
En los días posteriores al masacre del Instituto Superior Umpqua de 2015, se pronunció en contra de las medidas de control de armas y utilizó un argumento de la derecha radical estadounidense según el cual si los judíos hubieran tenido acceso a las armas en los años 30 se habrían podido evitar los abusos del régimen nazi y el Holocausto.
También en 2015, dijo: "Les diré lo que pienso sobre el cambio climático. "La temperatura sube o baja en cualquier momento, así que realmente no es un gran problema".

## Fondos de Estudios Carson
En 1994, él junto con su esposa establecieron el Fondo de Estudios Carson. La idea surgió al observar que los colegios reconocían enérgicamente a sus deportistas pero los logros académicos pasaban a menudo desapercibidos. Carson quiso animar a los estudiantes a explorar los campos de la ciencia y la tecnología. Actualmente, el Fondo de Estudios Carson mantiene dos programas:
- Las Becas Carson premian a estudiantes de escasos recursos que manifiesten altos niveles de excelencia académica y se destaquen en el servicio a su comunidad con becas de US$1000 en la universidad.[21]
- El Proyecto de Lectura Carson fue establecido el 2000 y tiene como objetivo incentivar la lectura a través de la creación de acogedoras Salas de Lectura en las escuelas.[21]

## Premios y honores
Carson ha recibido numerosos honores y premios a lo largo de los años, incluyendo más de 50 doctorados honoris causa. Ha sido miembro de prestigiosas organizaciones, entre ellas la American Academy of Achievement, la Asociación de Americanos Distinguidos Horacio Alger, la Sociedad Médica Honorífica Alpha Omega Alpha, la Corporación Yale, la Sociedad de Transformadores del Mundo IWU y el Consejo Presidencial sobre Bioética.
En 2001, el Dr. Carson fue nombrado por la CNN y la TIME Magazine como uno de los veinte principales médicos y científicos de Estados Unidos. Ese mismo año, fue seleccionado por la Biblioteca del Congreso, en ocasión de su 200.º aniversario, como una de las 89 «Leyendas Vivientes» de la nación.
También es receptor de la Medalla Spingarn 2006, el más alto honor otorgado por la Asociación Nacional por el Progreso de la Gente de Color (NAACP), y de la Medalla Presidencial de la Libertad, el más alto honor civil en el país en el año de 2008.

## Publicaciones
Los libros de Ben Carson se han convertido en bestsellers, siendo traducidos a múltiples idiomas. Estos libros incorporan la historia de su vida y su filosofía del éxito, que incorpora el trabajo duro y la fe en Dios.
- Gifted Hands: The Ben Carson Story (en español: Manos Milagrosas), Zondervan Publishing Co., 2009.
- Take The Risk (en español: Toma el Riesgo), Zondervan Publishing Co., 2008.
- The Big Picture (en español: Gran Panorama), Zondervan Publishing Co., 2000.
- Think Big (en español Piensa en Grande), Zondervan Publishing Co., 1996.
- Gifted Hands: The Ben Carson Story (en español: Manos Milagrosas), Review&Herald Pub. Assoc., 1990.

## Carson en el cine
- Gifted Hands: The Ben Carson Story: telepelícula estrenada el 7 de enero de 2009 basada en el libro homónimo; con Cuba Gooding Jr. (Ben Carson), Kimberly Elise (Sonya Carson) y Aunjanue Ellis (Candy Carson); dirigida por Thomas Carter, producida por Lomas Carter y distribuida por TNT.
- Pegado a ti: Comedia dirigida por Peter y Bobby Farrelly que trata sobre la separación de un par de gemelos siameses unidos en el hígado donde el Dr. Carson actúa como él mismo. El resto de la familia también aparece en la película: Candy es una enfermera y sus hijos son extras jugando en la sala de espera.